# Esık
Esık (in kazako Есік?) è una città del Kazakistan situata nella regione di Almaty, capoluogo del distretto di Eñbekşıqazaq.
L'insediamento, situato sul fiume Issyk, venne fondato dai cosacchi nel 1858 e si trova ai piedi della catena del Tian Shan, a una cinquantina di km a est di Almaty e ad un centinaio dal lago Ysyk-Köl nel confinante Kirghizistan; nei pressi di Esik si trova il kurgan omonimo.